# 高橋辰夫
高橋 辰夫（たかはし たつお、1928年11月23日 - 2001年10月11日）は、日本の政治家。
衆議院議員（5期）、北海道議会議員（4期）を務めた。参議院議員の橋本聖子は義妹。

## 来歴・人物
北海道伊達市生まれ。1953年中央大学経済学部卒業。篠田弘作の秘書を経て、1963年、北海道議会議員に初当選。その後4期務めた。
1974年の第10回参議院議員通常選挙で北海道選挙区から保守系無所属・青嵐会新人として出馬したが、落選。1979年の第35回衆議院議員総選挙で自由民主党公認・自由革新同友会新人として旧北海道4区から立候補し、初当選（当選同期に佐藤信二・保利耕輔・畑英次郎・麻生太郎・小里貞利・岸田文武・白川勝彦・丹羽雄哉・亀井静香・吹田愰・宮下創平・亀井善之・船田元など）。以降、当選5回。中川一郎の死後は石原慎太郎、平沼赳夫らと共に福田派に合流。厚生省や北海道開発庁で政務次官を務めた。
1990年の第39回衆議院議員総選挙で落選したが、1993年の第40回衆議院議員総選挙で返り咲き。1995年の第17回参議院議員通常選挙では、義妹の橋本聖子が自民党幹事長・森喜朗の誘いで比例区から立候補し当選。1996年の第41回衆議院議員総選挙では北海道9区から立候補したが、民主党の鳩山由紀夫に惨敗し比例復活もならず落選し、引退した（岩倉博文が地盤継承）。
2001年10月11日、急性心不全のため札幌市内の病院で死去。72歳没。